# Val-Sonnette
Val-Sonnette es una comuna nueva francesa situada en el departamento de Jura, de la región de Borgoña-Franco Condado.

## Historia
Fue creada el 1 de enero de 2017, en aplicación de una resolución del prefecto de Jura de 4 de julio de 2016 con la unión de las comunas de Bonnaud, Grusse, Vercia y Vincelles, pasando a estar el ayuntamiento en la antigua comuna de Vincelles.
El 1 de enero de 2025 absorbe la comuna de Sainte-Agnès.

## Demografía
Según los datos aportados en la última resolución del prefecto de Jura, la comuna pasa a tener 1333 habitantes.

## Composición
| Comuna delegada | Código INSEE | Población (2014) | Superficie (km²) | Densidad (hab./km²) |
| --------------- | ------------ | ---------------- | ---------------- | ------------------- |
| Bonnaud         | 39064        | 51               | 1.65             | 31                  |
| Grusse          | 39264        | 187              | 3.25             | 58                  |
| Sainte Agnès    | 39474        | 364 (2022)       | 4.08             | 89                  |
| Vercia          | 39549        | 308              | 4.06             | 76                  |
| Vincelles       | 39576        | 381              | 6.29             | 61                  |